# 科沃縣
52°12′N 18°38′E / 52.200°N 18.633°E

科沃縣（powiat kolski）是波蘭的縣份，位於該國中西部，由大波蘭省負責管轄，首府設於科沃，面積1,011平方公里，2010年人口88,244，人口密度每平方公里87人。